# Hedwigiales
Hedwigiales là một bộ rêu trong ngành Bryophyta.